# Apocalyptica (singel)
Apocalyptica – pierwszy singel zespołu Apocalyptica. Zawiera dwie kolędy i poprzedza pierwszą płytę studyjną zespołu, Plays Metallica by Four Cellos.

## Lista utworów
Opracowano na podstawie materiału źródłowego.
| Nr | Tytuł utworu         | Muzyka                    | Długość |
| -- | -------------------- | ------------------------- | ------- |
| 1. | „Oh Holy Night”      | Adolphe Adam              | 04:58   |
| 2. | „Little Drummer Boy” | Katherine Kennicott Davis | 04:50   |
|    |                      |                           | 9:48    |

## Twórcy
Opracowano na podstawie materiału źródłowego.
- Eicca Toppinen – wiolonczela
- Paavo Lötjönen – wiolonczela
- Max Lilja – wiolonczela
- Antero Manninen – wiolonczela

## Notowania
| Lista                   | Kraj      | Pozycja |
| ----------------------- | --------- | ------- |
| Suomen virallinen lista | Finlandia | 11      |